# Puente del Cuerno de Oro (Rusia)
El puente del Cuerno de Oro (en ruso: мост Золотой Рог), most Zolotoï Rog) es un puente atirantado de Rusia que cruza la bahía de Zolotoi Rog (Cuerno de Oro) en la ciudad de Vladivostok, en el krai de Primorie. Conecta el centro de la ciudad con el barrio de Tchourkina.
En octubre de 2014, era el 11.º puente atirantado con el vano más largo del mundo.
El puente del Cuerno de Oro fue uno de los dos puentes —con el puente de la isla Russki— construidos en preparación de la cumbre de la APEC 2012 (Foro de Cooperación Económica Asia-Pacífico). La construcción del puente comenzó el 25 de julio de 2008 y el puente fue inaugurado oficialmente el 11 de agosto de 2012. El puente de la isla Russki se inauguró en julio de 2012, siendo en ese momento (y en octubre de 2014) el puente atirantado con mayor vano del mundo, superando al puente Sutong.

## Historia

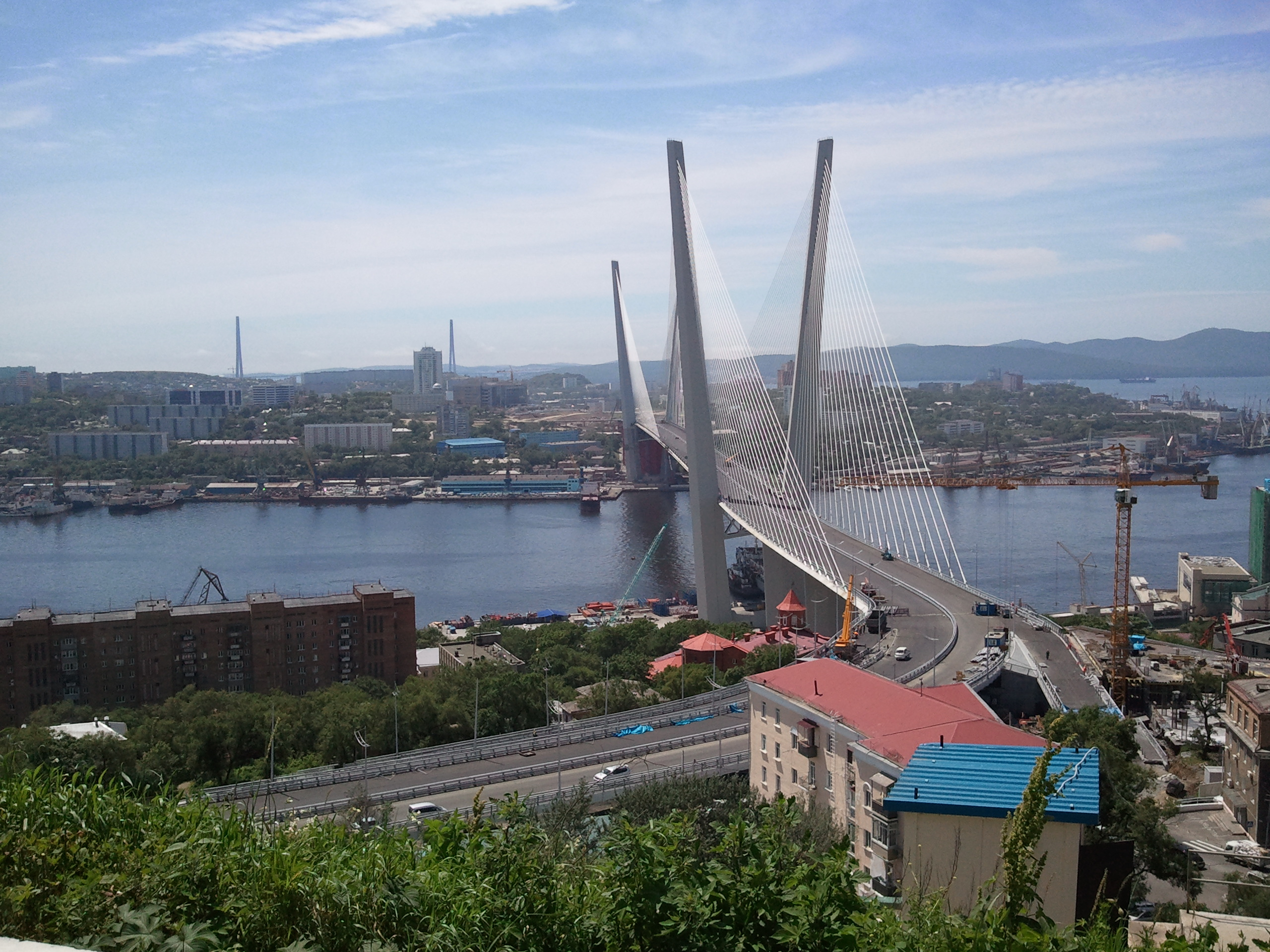
Vista del puente. Al fondo pueden verse las dos pilonas del puente de la isla Russki

El 3 de septiembre de 2012, la Comisión de toponimia de la ciudad de Vladivostok decidió nombrar el puente como most Zolotoï Rog (del ruso: мост Золотой Рог), «puente del Cuerno de Oro». Sin embargo, la población se ha acostumbrado a designarlo de forma simplificada como Zolotoï most, es decir «puente de Oro» o «puente Dorado».